# Borzęciczki
Borzęciczki – wieś w Polsce położona w województwie wielkopolskim, w powiecie krotoszyńskim, w gminie Koźmin Wielkopolski.
W okresie Wielkiego Księstwa Poznańskiego (1815-1848) miejscowość należała do wsi większych w ówczesnym pruskim powiecie Krotoszyn w rejencji poznańskiej. Borzęciczki należały do okręgu borkowskiego tego powiatu i stanowiły odrębny majątek, którego właścicielem był wówczas Juliusz Radoliński. Według spisu urzędowego z 1837 roku wieś liczyła 234 mieszkańców, którzy zamieszkiwali 45 dymów (domostw). Według miejscowej legendy, podczas ll wojny światowej Niemcy zostawili skarb wart 6 milionów marek. W pałacu mieszkał hrabia. Uciekając zginął, lecz jego synowie przeżyli.
W latach 1954–1959 wieś należała i była siedzibą władz gromady Borzęciczki, po jej zniesieniu w gromadzie Koźmin-Zachód. W latach 1975–1998 miejscowość administracyjnie należała do województwa kaliskiego.
W pobliżu wsi, choć formalnie na terenie Kaczagórki była stacja kolejowa Borzęciczki.